# 踞尾村
踞尾村（つくのむら）は、かつて和泉国・大阪府にあった村である。現在の堺市西区の一部に相当する。

## 歴史
踞尾の地名は、神功皇后が三韓征伐の際にこの地に立ち寄り、人々がひれ伏した（踞る<うずくまる>）という逸話に由来する。
安土桃山時代から蔵入地と寺領があり、江戸時代も幕府領・旗本知行所・寺領に分かれていた。寺領は西本願寺領と堺16ヶ寺領に分かれ、江戸後期になると堺16ヶ寺領はさらに南宗寺・常楽寺・向泉寺の3ヶ寺領と他13ヶ寺領に分かれた。
1698年（元禄11年）に当村の北村六右衛門が摂津国西成郡の三軒家浦に新田を開発。「和泉国」「踞尾村」から一字を取って泉尾新田と名付けられた。また、1925年（大正14年）には北村姓を取った泉尾北村町という町名も誕生した（現・大阪市大正区泉尾、同区北村）。
1960年（昭和35年）に津久野駅が開業したが、「踞尾」の表記に難色を示した国鉄が「津久野」表記を採用した。これがきっかけとなり、1964年（昭和39年）には地名も「津久野」の表記に変更された。現在は氏神社の踞尾八幡神社などに「踞尾」の表記が残っている。

### 沿革
- 1889年（明治22年）4月1日 町村制施行により、大鳥郡上石津村、市村、踞尾村が合併して大鳥郡神石村となる。
- 1891年（明治24年）2月25日 神石村から分立して、大鳥郡踞尾村（町村制）となる。
- 1896年（明治29年）4月1日 郡の統廃合により、泉北郡に所属。
- 1942年（昭和17年）7月1日 泉北郡浜寺町、鳳町、八田荘村、深井村、東百舌鳥村と共に堺市に編入される。
- 1943年（昭和18年） 一部が堺市上野芝町に編入され、同市上野芝向ケ丘町、神野町、踞尾本町、鶴田町、踞尾宮本町、宮下町、下田町の町名に改称。

## 経済

### 産業
金融機関
- 北村銀行[1][2] - 設立は1895年[1][2][3]。行主は北村六右衛門[3]。

## 出身・ゆかりのある人物
- 似雲（僧、歌人） - 晩年は踞尾に隠棲。